# Verordnung (EU) 2022/123
Die Verordnung (EU) 2022/123 des Europäischen Parlaments und des Rates vom 25. Januar 2022 zu einer verstärkten Rolle der Europäischen Arzneimittel-Agentur bei der Krisenvorsorge und ‑bewältigung in Bezug auf Arzneimittel und Medizinprodukte ist eine Verordnung der Europäischen Union, die die rechtliche Basis für eine Erweiterung der Rolle der Europäischen Arzneimittel-Agentur (EMA) bei Notlagen im Bereich der öffentlichen Gesundheit schafft. Die EMA soll dabei unterstützen, gegenüber Auswirkungen von solchen Notlagen auf Arzneimittel und Medizinprodukte und von Großereignissen auf Medizinprodukte auf Unionsebene vorzusorgen, diese zu verhindern, zu koordinieren und zu bewältigen und Engpässe bei kritischen Arzneimitteln und Medizinprodukten zu verhindern. Die EMA soll ferner Beratung zu Arzneimitteln bieten, die potentiell zur Bekämpfung von Notlagen eingesetzt werden können. Auch soll die Verordnung der EMA einen Rahmen schaffen und Mittel ermöglichen dafür, auf Unionsebene eine Plattform zur elektronischen Datenverarbeitung (IT-Plattform) einzurichten, um Engpässe bei Arzneimitteln zu überwachen und zu melden.
Basierend auf der Verordnung hat die EMA eine Notfall-Einsatzgruppe (Emergency Task Force, ETF) errichtet, ein Gremium, das in regulatorischen Belangen in Vorbereitung auf oder während Notfallsituationen im Bereich der öffentlichen Gesundheit, wie z. B. einer Pandemie, tätig ist. Die ETF ging aus der COVID-19 EMA Pandemic Task Force hervor, die im März 2020 zur Bekämpfung der COVID-19-Pandemie einberufen worden war.
Zur Umsetzung der Verordnung veröffentlichte der Bundesverband der Arzneimittel-Hersteller (BAH) ein Positionspapier.

## Gliederung
- Kapitel I: Allgemeine Bestimmungen
- Kapitel II: Überwachung und Minderung von Engpässen bei kritischen Arzneimitteln und Bewältigung von Großereignissen
- Kapitel III: Arzneimittel, die das Potenzial zur Bekämpfung von Notlagen im Bereich der öffentlichen Gesundheit haben
- Kapitel IV: Überwachung und Minderung von Engpässen bei kritischen Medizinprodukten und Unterstützung der Expertengremien
- Kapitel V: Schlussbestimmungen